# Calumia godeffroyi
Calumia godeffroyi är en fiskart som först beskrevs av Günther, 1877.  Calumia godeffroyi ingår i släktet Calumia och familjen Eleotridae. IUCN kategoriserar arten globalt som livskraftig. Inga underarter finns listade.